# 필리핀 항공 434편

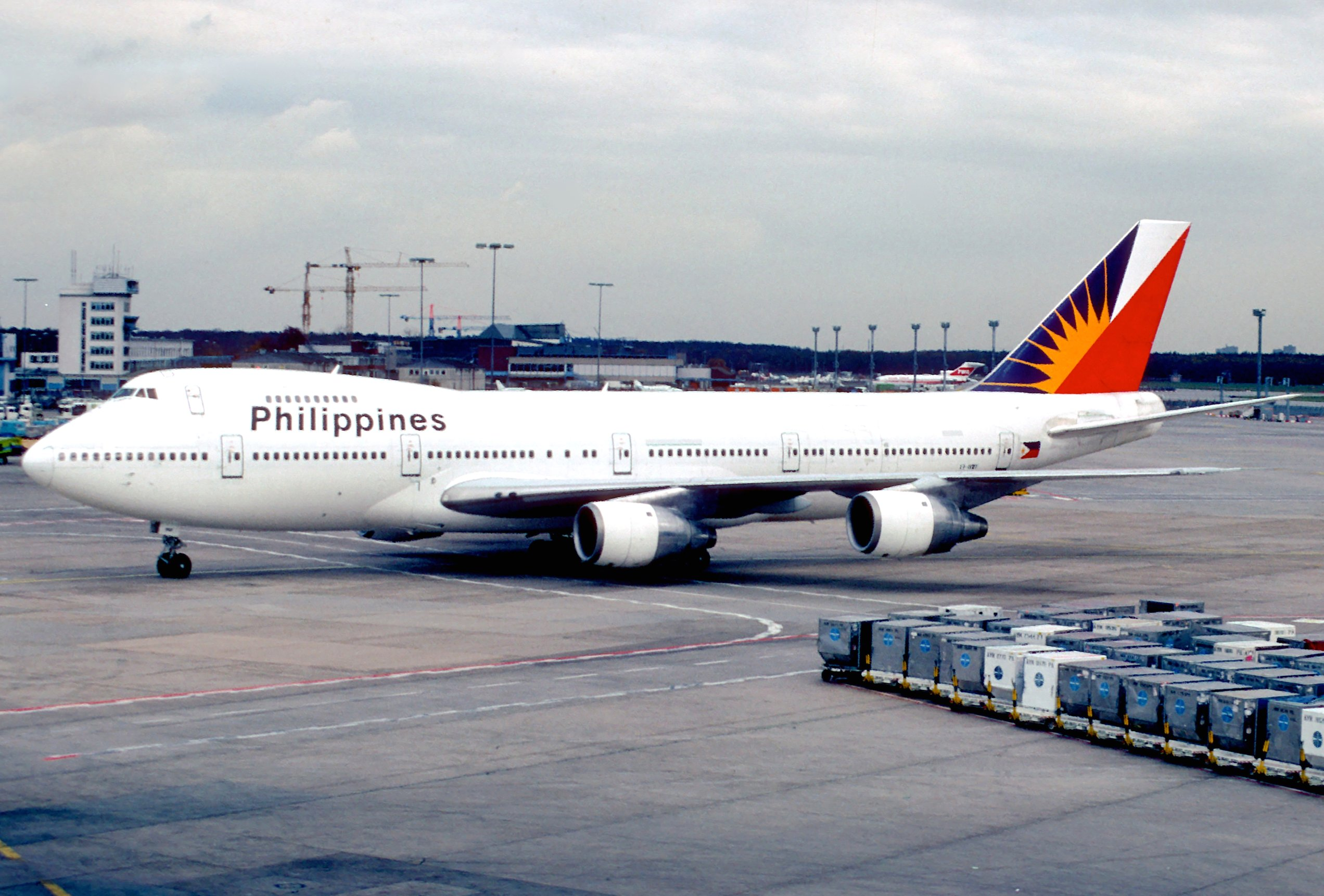
1988년에 찍힌 사고기

필리핀 항공 434편(영어: Philippine Airlines Flight 434)은 1994년 12월 11일에 필리핀 니노이 아키노 국제공항을 출발하여 막탄 세부 국제공항을 거쳐 일본 나리타 국제공항으로 가던 여객기이다. 필리핀 항공 434편의 여객기에서 알카에다 조직원에 의해 폭탄 테러 사건이 일어났다.
사건은 좌석에 부착되었던 폭탄이 운항 도중에 터지면서 발생하였다. 이 사고로 일본인 승객 1명이 요절 했으며, 10명 이상의 승객이 부상을 당했다.

## 같이 보기
- 타이항공 620편 폭발 사건
- 팬암 항공 103편 폭파 사건
- 2006년 대서양 횡단 항공편 테러 음모 사건
- 비행 조종 시스템